# Gloria Chicote
Gloria Chicote (Monte Grande, Buenos Aires; 16 de febrero de 1958) es licenciada y doctora en letras por la Universidad de Buenos Aires. Se desempeña como profesora e investigadora argentina en la Universidad Nacional de La Plata  y  es Investigadora Superior del CONICET. Desde el 2013 es directora del Instituto de Investigación en Humanidades y Ciencias sociales (IdICHS), además desde el 2020 es directora del Centro Científico Tecnológico La Plata.

## Biografía
Realizó sus estudio universitarios en la Facultad de Letras de la Universidad Nacional de Buenos Aires. En 1980 se graduó con honores como Profesora en Letras. Desde sus estudios de grado se interiorizó en la literatura popular española y sus proyecciones, tanto en la península como en Latinoamérica, focalizándose en el romancero. Cuatro años después presentó su tesis de licenciatura denominada El romance (y otras formas poéticas relacionadas con él) en los cancioneros y en el teatro español de la primera mitad del siglo XVI, bajo la dirección del Germán Orduna. Se doctoró en 1997 con la tesis Procesos de oralidad y escritura en el Romancero Tradicional Argentino, dirigida nuevamente por Orduna.  A lo largo de su carrera se especializó en literatura española de la Edad Media y del Siglo de Oro, y en las interrelaciones entre literatura oral y escrita, circuitos populares y letrados, en particular géneros poéticos. Desde el año 1998 se desempeña como profesora titular en la Universidad Nacional de La Plata. En su carrera académica realizó una activa labor por la consolidación del campo de estudios de las ciencias sociales y las humanidades en el ámbito nacional e internacional.

## Gestión
Profesionalmente se desempeñó como docente en la Universidad de Buenos Aires, en la Universidad Nacional de Lomas de Zamora y en la Universidad Nacional de La Plata. Asimismo, es Investigadora Superior de CONICET, directora del Instituto de Investigaciones en Humanidades y Ciencias Sociales (IdIHCS) (CONICET-UNLP) y directora del Centro Científico Tecnológico La Plata (CCT - Conicet - La Plata). Anteriormente, ocupó diferentes cargos en la Facultad de Humanidades y Ciencias de la Educación de la Universidad Nacional de La Plata: fue Secretaria de Posgrado (2001-2007), Directora del Centro de Estudios de Teoría y Crítica Literaria (2007-2013) y Vicedecana (2010-2013) en dicha casa de estudios.

## Líneas de investigación
Ha dirigido numerosos proyectos de investigación y trabajos de campo financiados por instituciones nacionales tales como CONICET, la Agencia Nacional de Promoción Científica y Tecnológica, la UBA y la UNLP; y formó parte de proyectos en Alemania, España y México. Dictó seminarios y conferencias en Argentina y en el exterior, desarrolló estancias de investigación en el exterior y participó en decenas de congresos nacionales e internacionales, fue jurado de concursos docentes en distintas universidades argentinas y ha formado a generaciones de tesistas de grado y posgrado.
Sus investigaciones refieren a la literatura española medieval y renacentista y a las manifestaciones populares de la literatura iberoamericana en conexión con los circuitos letrados, tanto en el ámbito español como en el latinoamericano. Estudia, particularmente, el género del romancero en España y América.
Desde el año 2000 dirige diversos proyectos de investigación (acreditados en la UNLP) nacionales e internacionales abordando problemáticas afines a sus temas, explorando la literatura española, los vínculos entre lo popular y lo letrado; entre la oralidad, la escritura y la imprenta; la literatura en relación con la iconografía en diversos soportes impresos; lo popular y lo masivo.
En el año 2000 fue creadora de Olivar, Revista de Literatura y Cultura Españolas, que dirigió hasta 2020.
Ha tenido una activa participación en asociaciones disciplinarias nacionales e internacionales. Fue presidenta de la Asociación Argentina de Hispanistas (2001-2004) y Vicepresidenta de la Asociación Internacional de Hispanistas (2016-2023) y de la Asociación Hispánica de Literatura Medieval (2017-2021).
Es Investigadora Principal del Mecila (2017- 2025) (Merian Centre Conviviality in Unequal Societies: Perspectives from Latin America, consorcio integrado por la Universidad Libre de Berlín, el Instituto Ibero-Americano de Berlín, la Universidad de Colonia, la Universidad de San Pablo, El Colegio de México y la Universidad nacional de La Plata.
En la actualidad dirige el proyecto Conicet “Discursos, prácticas y redes intelectuales en la cultura argentina de la primera mitad del siglo XX: nuevas intersecciones letrado-popular-masivo.
Paralelamente a su desempeño académico ha desarrollado una intensa labor en gestión institucional, desarrollo de políticas públicas, defensa del español como lengua científica, y desarrollo de la cooperación internacional. Ha realizado estadías de investigación y ha sido invitada a dar conferencias en Brasil, México, Alemania, España, Francia, Italia, Inglaterra, Portugal, Polonia, Bosnia, Israel.

## Reconocimientos y distinciones
Obtuvo becas de diversas instituciones, entre las cuales se destacan las otorgadas por el CONICET, el DAAD (Deutscher Akademischer Austauschdienst), la Fundación Alexander von Humboldt para realizar estancias de investigación y formación en Alemania, y el Ministerio de Asuntos Exteriores de España. Además, en 1995 recibió una mención especial en el Premio Nacional de Rescate de la Cultura (Ministerio de Cultura y Educación de la Nación) por el trabajo Romances. Poesía oral de la Pcia. de Buenos Aires y, en 2014, la Universidad Nacional de La Plata le otorgó el Premio a la labor científica y artística en la categoría “Investigadores formados”.
Desde 2019 Miembro del Consejo Asesor y del Comité Científico del Observatorio Permanente del Hispanismo Fundación Duques de Soria con sede en España.
Desde 2020 Miembro del Comité Asesor Científico de la Red Iberoamericana de Innovación y Conocimiento Científico (REDIB). Consejo Superior de Investigaciones Científicas con sede en España.
Entre 2019 y 2026 fue designada Ambassador Scientist of the Alexander von Humboldt Foundation.
En 2022 fue Titular de la Cátedra Institucional Manuel Calvillo del Colegio de San Luis Potosí (México) y Profesora invitada en la Cátedra San Martín de la Universidad Hebrea de Jerusalén.

## Obras y publicaciones
- “Romancero tradicional argentino” (1ª edición). University of London. 2002. ISBN 0-904188-67-1.

- Chicote, Gloria (2005). «Aventuras del Quijote en la UNLP». 75 joyas de la Colección Cervantina de la Biblioteca Pública.

- Chicote, Gloria (1996). «Romances : Poesía oral de la provincia de Buenos Aires». Orbis Tertius; vol. 4, no. 7.

- Voces de tinta: Estudio preliminar y antología comentada de Folklore argentino (1905) de Robert Lehmann-Nitsche (1ª edición). Editorial de la Universidad Nacional de La Plata (EDULP). 2008. ISBN 9789503404973.

- Diálogos culturales : Actas de las III Jornadas de Estudios Clásicos y Medievales (1ª edición). Editorial de la Universidad Nacional de La Plata (EDULP). 2009. ISBN 9789503406113.